# Ґрановець
Ґрановець (пол. Granowiec) — село в Польщі, у гміні Сосне Островського повіту Великопольського воєводства.
Населення — 1298 осіб (2011).

## Демографія
Демографічна структура станом на 31 березня 2011 року:
|          | Загалом | Допрацездатний вік | Працездатний вік | Постпрацездатний вік |
| -------- | ------- | ------------------ | ---------------- | -------------------- |
| Чоловіки | 668     | 151                | 459              | 58                   |
| Жінки    | 630     | 121                | 374              | 135                  |
| Разом    | 1298    | 272                | 833              | 193                  |